# Liyang
Liyang (溧阳 ; pinyin : Lìyáng) est une ville de la province du Jiangsu en Chine. C'est une ville-district placée sous la juridiction de la ville-préfecture de Changzhou.

## Démographie
La population du district était de 781 430 habitants en 1999.

## Jumelages
Liyang est jumelée avec:
- Leeuwarden, aux Pays-Bas (depuis 2011)